# ニューモシスチス肺炎

ニューモシスチス・イロベチイ

ニューモシスチス肺炎（ニューモシスチスはいえん、Pneumocystis pneumonia、PCP）は、酵母様真菌であるニューモシスチス・イロベチイ (Pneumocystis jirovecii) によって引き起こされる肺炎である。正常な免疫能力を持つ場合発症することは希であり、化学療法やステロイド剤長期内服、後天性免疫不全症候群（AIDS）などによる免疫低下時に発症する、日和見感染症の一つである。以前はプネウモキスチス・カリニ（ニューモシスチス・カリニ Pneumocystis carinii）による肺炎とされ、「カリニ肺炎」と呼ばれた。しかし、ラットから見つかったニューモシスチス・カリニ（「カリニ」は病原体発見に貢献したアントニオ・カリニにちなむ）と、ヒトで肺炎をおこすニューモシスチスは異なる種類であることが判明し、ヒトに病原性をもつニューモシスチスは、1952年にニューモシスチスが肺炎を起こすことを報告したチェコの寄生虫学者オットー・イーロヴェッツへの献名である Pneumocystis jirovecii に命名し直され、これによる肺炎はニューモシスチス肺炎に名称変更された。なお略号はニューモシスチス・カリニ肺炎の時の略号のまま、PCPを用いる（Pneumocystis cariniii pneumoniaの略からPneumocystis pneumoniaの略となった）。
またニューモシスチス・イロベチイは以前原虫に分類されていたが、遺伝子解析の結果、真菌の一種（子嚢菌門タフリナ菌亜門）であると判明した。なお、現在でもニューモシスチスの体外での人為的増殖は実現しておらず、研究においてはラットに感染させることが必要である。治療をしないと致死的な疾患である。

## 歴史的背景
ニューモシスチス・イロベチイは、1909年にブラジルのカルロス・シャーガス（Carlos Chagas、シャーガス病の発見者としても知られる）によって発見された。ただし、この時は、これが人間の病気の原因に成り得るとは認識されていなかった。シャーガス病の起炎原虫であるクルズトリパノゾーマの生活環のステージのひとつとして誤って認識され、モルモットの検体から記載された。1912年にDelanöe夫婦によってトリパノソーマとは別の原虫としてラットの検体より新種記載されている。これが人間に対する病原体として認識されたのは、ヨーロッパにおいて、1930年代から1940年代にかけて、未熟児や低栄養状態の子供に、間質性肺炎が多発した事がきっかけであった。ミラーは、特に孤児でこの様な肺炎が多かったと、上記の総論で述べている。第二次世界大戦後、栄養状態の改善によってこの現象は一旦消えたが、1960年代以降新たに、先天性免疫不全の子供や、悪性腫瘍に罹病及び治療を受ける成人の間で、この肺炎が多く認められる様になった。そして臓器移植の普及に伴って、更に多く観察される様になった。
1976年にFrenkelはヒト由来の別の原虫として新種報告している。1981年、アメリカで後天性免疫不全症候群 (AIDS) と呼ばれる疾患が報告されると、この疾患はAIDS（エイズ）患者に多く見られる日和見感染として、注目される様になった（ただし、アフリカのエイズ患者で、この肺炎の報告が少ない事は、エイズ研究における一つの課題である）。1988年に18SリボソームRNA遺伝子塩基配列解析で本菌は原虫ではなく子嚢菌門に属する真菌に近縁であることが示された。1999年に真菌に再分類された。

## 分類
ニューモシスチス・イロベチイを真菌に帰属させる最も大きな理由が本菌のDNA塩基配列解析の結果である。なおDNA塩基配列解析以外に本菌を真菌に分類する根拠は電子顕微鏡像において細胞壁、細胞内小器官の超微細構造が真菌と極めて類似していること、シスト細胞壁の主要構成成分としてβ-Dグルカンが見出されたことがあげられる。また原虫と認識された原因としては、光学顕微鏡観察では形態学的に原虫に類似していること、抗原虫薬に感受性があること、多くの抗真菌薬に耐性があること、人工培地で培養が困難であることがあげられる。原虫と真菌が光学顕微鏡レベルで区別できないことは珍しいことではなく、コクシジオイデス症の起炎菌であるCoccidioides immitisも当初は原虫に分類されていた。また抗原虫薬と抗真菌薬には交差感受性がある真菌であるカンジダ・アルビカンス Candida albicans なども抗原虫薬のペンタミジンに感受性があり、リーシュマニア症など原虫疾患にアムホテリシンBが用いられている。

## 生態学
本菌の培養は困難である。そのため生態に関しては限られた情報しかない。ニューモシスチス・イロベチイはヒトの体外では増殖できず、また環境中にも発見されない。そのためヒトの呼吸器官が唯一の棲息場所と考えられている。ヒトの肺内ではⅠ型肺胞上皮に付着して存在している。免疫能が正常な一般人口における定着率は0～20％と考えられている。かつてはニューモシチス肺炎は幼児期にニューモシスチス・イロベチイが定着し、免疫抑制状態になったときに内因性の再燃をおこすと考えられていたが、その後は外来性再感染説が有力となっている。これは無症候性キャリアが感染源となるという考え方である。

## 免疫学
ニューモシスチス・イロベチイ自体は組織障害性が少なく、その存在だけでは呼吸障害を伴うようなPCPは起こらない。炎症反応が過剰になることで肺組織障害がおこると考えられている。動物実験ではCD4陽性Tリンパ球を選択的に欠損させたマウスではPCPを発症しやすく、低酸素血症や肺コンプライアンスの低下など重症化を認める。しかしCD8陽性Tリンパ球も欠損させると肺内の菌量はかわらないものの、炎症や酸素化障害は軽減する。また重症複合免疫不全マウスは晩期まで呼吸障害を起こさないが、このマウスに野生型マウスの脾細胞を投与して細胞性免疫を構築すると急激な酸素化障害がおこる。CD4陽性T細胞が機能不全の状態ではCD8陽性T細胞が肺障害に関与すると考えられる。この動物実験は臨床的にも再現されている。たとえばAIDS患者でPCPの治療が不十分なまま抗レトロウイルス療法を開始すると、免疫機能の回復とともに、遺残していた病原体に対する激しい炎症反応が起こる免疫再構築症候群が知られている。また骨髄移植のレシピエントにおける生着症候群でも免疫能の回復とともにPCPが発症し呼吸機能が大きく低下することがある。

## 症状
HIV-PCPとnon-HIV-PCPでは臨床像は異なる。HIV-PCPの症状は発熱、乾性咳嗽、呼吸困難が3主徴である。その他の稀な症状としては胸痛や喀痰、血痰、気管支痙攣などがあり、無症状の患者も約5％いる。他の患肢越性肺炎と同様呼吸困難や酸素飽和度の低下は労作時に出現することが多い。比較的ゆっくりと亜急性の経過で症状が進行する。症状の出現から診断までの中央値は28日間であった。またHIV-PCPの約5％は肺外の播種性病変があり、リンパ節、骨髄、耳、目、甲状腺、副腎、肝臓、脾臓などが知られるが臨床的に問題になることは稀である。
Non-HIV-PCPは経過が急速で速やかに重篤な呼吸不全におちいることが多い。菌量が少ないことを反映して菌の検出は困難で染色鏡検での検出はほとんど不可能でPCRでようやく検出されることが多い。高齢者が多く自覚症状が初期は乏しいことも多い。なんとなくだるいといった症状しか初期は訴えず、運動時の酸素飽和度の低下でようやく異常が検出されることもある。Non-HIV-PCPのうち特に関節リウマチの場合は低容量のメトトレキサートを用いることが多いため、MTX肺炎との鑑別が重要となる。またMTX投与下では投与開始後半年～１年後、生物学的製剤投与開始2～3ヶ月後と免疫不全を予想しない時期に起こることが多い。また発症を予知する指標がないといった特徴がある。
| Non-HIV-PCP                            | HIV-PCP                            |
| -------------------------------------- | ---------------------------------- |
| びまん性陰影、低酸素血症               | びまん性陰影、低酸素血症           |
| 進行急速（1週間前後）                  | 進行緩慢（1～2ヶ月）               |
| 菌量少なく、検出困難                   | 菌量多く、検出容易                 |
| より重症、予後も悪い（死亡率30～35％） | 予後は比較的良好（死亡率10～20％） |
| 免疫の指標の低下は必発ではない         | CD4陽性リンパ球数の低下が必発      |

## 検査

### 微生物学的検査
ニューモシスチス・イロベチイは培養ができないため顕微鏡観察と遺伝子検査が主体となる。検体材料は原則としてBALF（気管支肺胞洗浄液）を用いるのが望ましい。喀痰やうがい液を用いた場合は著しく検出感度を低下させる。BALが速やかに施工できない場合は予め口腔内洗浄につとめ、可能な限り口腔内雑菌を排除してから3％高張食塩水を10分間ネブライザーで吸引し、誘発喀痰を採取または吸引痰を採取する。顕微鏡観察ではディフ・クイック（Diff-Quik）法を行う。熟練した技術者でなければ栄養体を同定するのは困難である。シストが厚く強固な細胞壁を有するためグロコット染色でもシストの観察は可能であるがグロコット染色は時間がかかるため迅速診断はできない。トルイジン青染色、メセナミン銀染色でも確認できる。またnon-HIV-PCPでは菌量が少なく観察できないこともしばしばある。遺伝子検査ではHIV-PCPでは96時間以内に採取されたBALFでPCRの感度は72～100％、特異度は86～100％であった。Non-HIV-PCPのPCRは感度は87.2％、特異度92.2％であった。遺伝子検査ではリアルタイムPCRやLAMP（Loop-mediated Isothermal Amplification）法が用いられることもある。

### 血清学的検査
β-Dグルカン（真菌症のマーカー）とKL-6（間質性肺炎のマーカー）がよく知られたマーカーである。特にβ-Dグルカンは感度92.3%、特異度86.1%であり、信頼性の高い診断ツールになる。β-Dグルカンの問題点は偽陽性があること、測定法が複数あり測定法により検査値が一致しないことがあげられる。

### 画像検査
胸部単純レントゲン撮影
レントゲン撮影のPCPの典型的な所見は両側対称性のびまん性すりガラス陰影である。単発もしくは多発性の結節影および空洞影がみられる場合もある。空洞内の液面形成はみられない。空洞形成の機序は菌体の血管侵襲による虚血性壊死によると考えられている。
有効な治療が行われた場合は、すりガラス状陰影を中心とした陰影は7～10日以内に改善傾向を示すが、時に治療開始2～3日後に一過性の増悪を示すことがある。これは治療によって菌体成分に対する免疫応答を反映していると考えられる。しかしST合剤の大量点滴で肺水腫を反映している場合もある。
胸部CT
Grutenらの報告では胸部単純X線撮影で正常～曖昧もしくは非典型的なHIV-PCP疑い症例についてHRCTを施行した結果感度は100％、特異度は89％であった。HRCTですりガラス状陰影がなければPCPはほぼ否定できると考えられる。PCPのすりガラス状陰影は肺胞腔内のフィブリンやデブリス、菌体の集簇を反映している。その密度が比較的疎であり、含気が残るために浸潤影ではなく、すりガラス陰影になると考えられる。すりガラス状陰影の分布に関しては肺門側に優位で胸膜側に正常部位を残した像、いわゆるperihilar distribution with peripheral sparing（末梢肺野がスペアされた所見）の所見や分布が均一ではなく、肺小様単位で濃淡がみられるモザイク状、もしくは地図状のすりガラス状陰影を呈することが特徴的であるといわれている。非典型的画像所見と考えられている浸潤影や結節影、空洞影も実際にはそれほどまれではない。

## 治療

### ST合剤
歴史的にはニューモシスチス肺炎の治療はペンタミジンが用いられてきた。しかしペンタミジンでは治療失敗率が高く、毒性も強かった。そのためST合剤、リファンピシン、グリンダマイシンなどが注目され2016年現在はST合剤が主流となっている。ST合剤の代表薬はバクタ®とバクトラミン®である。標準的なPCPでの投与量はトリメトプリムとして15-20mg/kg/dayでありST合剤の内服では9～12錠程度になる。しかしながら現在の用量設定は小規模の臨床試験をまとめたもので設定されており疑問視されている。また副作用が非常に多く、忍容性が高くないという問題があるため、低用量のST合剤による治療が近年になり注目されている。
膠原病におけるニューモシスチス肺炎ではトリメトプリムとして10mg/kg/day以下（錠剤で4～6錠）で通常用量と同等の治療効果でかつ副作用が少ないとの報告されている。最近のメタアナライシスでも10mg/kg/day以下の低用量治療は通常用量と同等の治療効果でかつ重篤な副作用が少ないと報告されており、ST合剤の至適用量設定の臨床試験が期待される
また、予防投与の場合は連日1錠または1日2錠を週に3回で投与する。予防投与の場合、発熱や皮疹などST合剤による薬剤アレルギーのため継続困難な場合は、一度中止し、症状軽快後に脱感作療法後に再導入が検討される。脱感作療法を行うことにより70％以上の症例で予防量は再導入可能となる。予防量においても1日0.5錠投与や週に2回(1回1錠）などの低用量での予防も報告されている。

### ペンタミジン
ペンタミジンは1930年代後半にイギリスで開発された抗原虫薬である。当初はトリパノソーマ症やリーシュマニア症に有効性が見出されていた。1960年代にニューモシスチス・イロベチイに有効であることが判明した。商品名はベナンバックス®であり注射薬と吸入薬がある。PCP治療では注射薬を用いるが添付文章で記載された4mg/kg/dayでは腎障害が高率に出現する。米国では副作用を理由に3mg/kg/dayでの治療も認められている。吸入薬は予防薬としては優れているが治療薬としては推奨されていない。

### アトバコン
ST合剤で治療を開始し、ST合剤の変更が必要になった場合はアトバコンへの変更がひとつの選択肢と成る。商品名はサムチレール®である。不快な味がすること、高価であることが弱点である。

### 副腎皮質ステロイド
HIV-PCPでは副腎皮質ステロイドの有効性が確立している。米国疾病管理予防センター（CDC）はガイドラインを作成している。それによるとPaO2≦70Torr以下またはA-aDO2≧35Torr以上のHIV-PCP患者が副腎皮質ステロイドの適応とされている。投与時期は抗菌薬開始と同時で、できるだけ早期、遅くとも抗菌薬開始3日以内とされている。投与スケジュールはPSL80mgを分2で5日間、40mgを分2で5日間、20mgを11日間の合計21日間というものである。Cochrane summaryによると副腎皮質ステロイドはHIV-PCPに対して1ヶ月死亡率を40％、3ヶ月死亡率を30％低下させる。また人工呼吸器使用を60％低下させると記載している。Non-HIV-PCPでは理論的にはより副腎皮質ステロイドが効果的と予想されるが後ろ向き検討では有効性を示さないという報告が多い。

## 予防
PCP予防を行うべきかどうかは背景となる疾患によって異なる。予防に用いられる標準薬はST合剤である。予防投与は連日1錠または1日2錠を週に3回で投与する。発熱や皮疹などST合剤による薬剤アレルギーのため継続困難な場合は、一度中止し、症状軽快後に脱感作療法後に再導入が検討される。脱感作療法を行うことにより70％以上の症例で予防量は再導入可能となる。ST合剤の脱感作スケジュールは以下のようなものが知られている。発熱や発疹が出現した場合はその時点で増量を中止し、同量で維持すると症状が消退する。
| 投与日 | 朝     | 夕    |
| ------ | ------ | ----- |
| 1日目  | 0.005g | 0.01g |
| 2日目  | 0.02g  | 0.04g |
| 3日目  | 0.1g   | 0.2g  |
| 4日目  | 0.4g   | 0.8g  |
| 5日目  | 1.0g   | 1.0g  |

### HIV陽性者
PCPの罹患歴がある、あるいはCD4陽性リンパ球<200/μl、口腔内カンジダ症発症がPCP予防内服の適応となる。

### 造血幹細胞移植
同種造血幹細胞移植の場合には移植後6ヶ月までは予防が行われる。また移植後6ヶ月経過した時点でも免疫抑制薬が投与されている場合は予防は継続する。造血幹細胞の生着を妨げる可能性があるため、通常は生着までは使用されない。造血幹細胞自家移植の場合は造血幹細胞同種移植よりはリスクが低い。しかし免疫不全の程度が強いと判断された場合は予防が行われる。移植後3～6ヶ月予防を継続する。免疫抑制薬投与がされている場合は予防を継続するのは造血幹細胞同種移植と同様である。

### 臓器移植
全ての固形臓器移植患者において、移植後少なくとも6～12ヶ月はPCPの予防が推奨される。

### 癌患者
癌患者では急性リンパ性白血病、アレムツマブ治療、プリンアナログやその他のT細胞破壊性治療、長期の副腎皮質ステロイド（プレドニゾロン(PSL)換算で1日20mgを4週間以上投与）、デモゾロマイドと放射線治療の併用の場合にPCP予防が推奨される。乳癌、肺癌、胃癌、腎細胞癌などでPCP発症の報告があるが発症頻度が低いため予防の適応の有無をきめることは困難である。

### 膠原病
膠原病でのPCPの頻度が1～2％と少なくST合剤の副作用が30％と比較的高いことから膠原病患者全例に一次予防を行うことは推奨されない。PCPリスクが3％を超える場合に投与するべきと考えられている。DemoruelleらはPCPのリスク因子を４つあげ、そのうち２つを認められる場合は予防を勧めるとコメントした。その４つの因子は、(1)PSL換算で20mg/day以上を4週間以上投与する時、(2)生物学的製剤を含めて2種類以上のDMARDsを投与する時、あるいは同時に複数の免疫抑制薬を投与する時、(3)総リンパ球数が350/μl未満、(4)既存の肺病変である。厚生労働省では年齢50歳以上で下記3つのいずれかを認めた場合はPCP一次予防を推奨している。その3つは(1)PSL換算で1.2mg/kg以上の投与、(2)PSL換算で0.8mg/kg以上に加えて免疫抑制薬の併用、(3)免疫抑制薬使用下で総リンパ球数500/μl以下である。
疾患修飾性抗リウマチ薬 (DMARDs) によるニューモシスチス肺炎は、抗リウマチ薬開始時にST合剤1錠を5日間投与で予防可能であることが示唆されている。

### 原発性免疫不全疾患
重症混合型免疫不全、特発性低CD4血症、高IgM症候群などでは予防投薬の適応となる。

### ステロイド投与中患者
PSL換算で20mg/day以上を4週間以上投与されておりこれに加えて他の免疫不全（血液疾患、他の免疫抑制薬）がある患者ではPCP予防が必要である。